# 東神戸病院
東神戸病院（ひがしこうべびょういん）は、特定医療法人神戸健康共和会が兵庫県神戸市東灘区住吉本町に設置する病院。

## 概要
公益財団法人日本医療機能評価機構認定病院(病院評価は3rdG:Ver.2.0(4回目,2018年10月5日認定,2023年7月13日認定有効期限))。社会福祉法に基づく無料定額診療事業を実施している。全日本民主医療機関連合会(民医連)に加盟している。

## 診療科
(この節の出典)
- 内科
- 外科
- 整形外科
- 小児科
- 精神科
- 皮膚科
- 呼吸器内科
- 消化器内科
- 循環器内科
- 糖尿病内科
- 消化器外科
- 肛門外科
- 呼吸器外科
- 内視鏡外科
- リハビリテーション科
- 心療内科
- 放射線科

## 医療機関の認定
(この節の出典)
- 保険医療機関
- 労災保険指定医療機関
- 臨床研修病院
- 指定自立支援医療機関(精神通院医療）
- 身体障害者福祉法指定医の配置されている医療機関
- 精神保健指定医の配置されている医療機関
- 生活保護法指定医療機関(中国残留邦人等の円滑な帰国の促進並びに永住帰国した中国人残留邦人等及び特定配偶者の自立の支援に関する法律(平成6年法律第30号)に基づく指定医療機関を含む。)
- 結核指定医療機関
- 指定小児慢性特定疾病医療機関
- 難病の患者に対する医療等に関する法律(平成26年法律第50号)に基づく指定医療機関
- 特定疾患治療研究事業委託医療機関
- 在宅療養支援病院
- 原子爆弾被害者医療指定医療機関
- 原子爆弾被害者一般疾病医療取扱医療機関
- 無料低額診療事業実施医療機関
- 公害医療機関

## 肛門科における「ALTA療法(内痔核硬化療法)」について
(この節の出典)
ALTA療法(ジオン注射)とは、排便時あるいは普段から肛門よりイボが出たままになっているような「脱出を伴う内痔核」に対して、薬剤を注射することにより、切らずに行う治療であり、内痔核治療法研究会で講習を受けた医師のみができる手技。 薬剤の効果は高く、従来の切る手術と同じくらいの効果が期待できる。
ALTA療法は1979年に中国の痔治療の専門家、史兆岐教授の考案した「消痔霊」という薬が元になっている。 当院の髙村寿雄医師は、中国中医研究院広安門医院にて史兆岐教授より直接、消痔霊治療についての教示を受け、消痔霊による治療を国内に導入した、ALTA療法の第一人者。 現在も臨床現場へこの治療法を普及するための指導的役割を担っている。当院ではイボ痔（痔核）のみならず、切れ痔（裂肛）、あな痔（痔ろう）や直腸脱等、肛門疾患全般の治療を行っており、より痛みの少ない治療を心掛けている。

## 差額ベッド代について
病院の理念により、差額ベッド料（個室料）を徴収していない。

## 関連人物
- 浦井洋(医師、元衆議院議員) - 元東神戸病院院長。

## 関連書籍
- 『震災の真ん中で東神戸病院・4診療所地震後31日間の記録』記録集編集委員会編,1995,神戸健康共和会

## 交通アクセス
- JR神戸線・六甲ライナー「住吉駅」より徒歩4分
- 阪急神戸本線「御影駅」より徒歩12分
- 阪神本線「住吉駅」より徒歩12分
- 阪神バス「住吉駅前」停留所より徒歩6分

## 周辺
- 三菱UFJ銀行 住吉支店
- 池田泉州銀行 住吉御影支店
- コープこうべ 本部